# Канчеладе I (Белуно)
Канчеладе I (итал. Cancellade I) је насеље у Италији у округу Белуно, региону Венето.
Према процени из 2011. у насељу је живело 19 становника. Насеље се налази на надморској висини од 681 м.